# Gruzja na Zimowych Igrzyskach Olimpijskich 2018
Gruzja na Zimowych Igrzyskach Olimpijskich 2018 – występ kadry sportowców reprezentujących Gruzję na igrzyskach olimpijskich w Pjongczangu w 2018 roku.
W kadrze znalazło się czworo zawodników – trzech mężczyzn i jedna kobieta. Reprezentanci Gruzji wystąpili w sześciu konkurencjach w trzech dyscyplinach sportowych – łyżwiarstwie figurowym, narciarstwie alpejskim i saneczkarstwie.
Funkcję chorążego reprezentacji Gruzji podczas ceremonii otwarcia igrzysk pełnił łyżwiarz figurowy Moris Kwitiełaszwili, a podczas ceremonii zamknięcia – narciarz alpejski Iason Abramaszwili. Reprezentacja Gruzji weszła na stadion jako 64. w kolejności, pomiędzy ekipami z Jamajki i Chińskiej Republiki Ludowej.
Startujący w gruzińskiej reprezentacji Iason Abramaszwili wystąpił po raz czwarty na zimowych igrzyskach olimpijskich, wcześniej uczestniczył w zawodach olimpijskich w Turynie, Vancouver i Soczi. W Soczi uzyskał najlepszy w karierze rezultat olimpijski, zajmując 22. miejsce w slalomie. Z kolei dla Nino Ciklauri start w Pjongczangu był trzecim występem olimpijskim w karierze, wcześniej zawodniczka startowała w Vancouver i Soczi, osiągając 49. i 50. miejsce.
Był to 7. start reprezentacji Gruzji na zimowych igrzyskach olimpijskich i 13. start olimpijski tego kraju, wliczając w to letnie występy.

## Statystyki według dyscyplin
| Lp.     | Dyscyplina            | Mężczyźni | Kobiety | Łącznie |
| ------- | --------------------- | --------- | ------- | ------- |
| 1       | Łyżwiarstwo figurowe  | 1         | –       | 1       |
| 2       | Narciarstwo alpejskie | 1         | 1       | 2       |
| 3       | Saneczkarstwo         | 1         | –       | 1       |
| Łącznie | Łącznie               | 3         | 1       | 4       |

## Skład reprezentacji

### Łyżwiarstwo figurowe
| Konkurencja | Zawodnik             | Taniec krótki | Taniec krótki | Taniec dowolny | Taniec dowolny | Nota łączna | Nota łączna |
| Konkurencja | Zawodnik             | Punkty        | Miejsce       | Punkty         | Miejsce        | Punkty      | Miejsce     |
| ----------- | -------------------- | ------------- | ------------- | -------------- | -------------- | ----------- | ----------- |
| Soliści     | Moris Kwitiełaszwili | 76,56         | 22. Q         | 128,01         | 24.            | 204,57      | 24.         |

### Narciarstwo alpejskie
| Konkurencja            | Zawodnik           | Przejazd 1 | Przejazd 1 | Przejazd 2 | Przejazd 2 | Czas łączny | Miejsce |
| Konkurencja            | Zawodnik           | Czas       | Miejsce    | Czas       | Miejsce    | Czas łączny | Miejsce |
| ---------------------- | ------------------ | ---------- | ---------- | ---------- | ---------- | ----------- | ------- |
| Slalom kobiet          | Nino Ciklauri      | 55,88      | 43.        | 55,74      | 40.        | 1:51,62     | 39.     |
| Slalom gigant kobiet   | Nino Ciklauri      | 1:20,02    | 51.        | 1:16,91    | 46.        | 2:36,93     | 46.     |
| Slalom mężczyzn        | Iason Abramaszwili | 52,69      | 35.        | 55,00      | 29.        | 1:47,69     | 28.     |
| Slalom gigant mężczyzn | Iason Abramaszwili | DNF        | DNF        | DNS        | DNS        | DNF         | DNF1    |

### Saneczkarstwo
| Konkurencja      | Zawodnicy       | Ślizg 1 | Ślizg 1 | Ślizg 2 | Ślizg 2 | Ślizg 3 | Ślizg 3 | Ślizg 4 | Ślizg 4 | Czas łączny | Miejsce |
| Konkurencja      | Zawodnicy       | Czas    | Miejsce | Czas    | Miejsce | Czas    | Miejsce | Czas    | Miejsce | Czas łączny | Miejsce |
| ---------------- | --------------- | ------- | ------- | ------- | ------- | ------- | ------- | ------- | ------- | ----------- | ------- |
| Jedynki mężczyzn | Giorgi Sogoiani | 49,300  | 30.     | 49,151  | 34.     | 49,008  | 33.     | NQ      | NQ      | 2:27,459    | 32.     |